# Lwowski Narodowy Uniwersytet Rolniczy
Lwowski Narodowy Uniwersytet Rolniczy (ukr. Львівський національний аграрний університет) – ukraińska uczelnia o profilu rolniczym w Dublanach koło Lwowa, dawna polska Akademia Rolnicza w Dublanach, założona w 1858 roku jako Wyższa Szkoła Rolnicza w Dublanach. Głównym założycielem szkoły był prezes GTG Leon Ludwik Sapieha.
Od roku 1878 została przejęta i finansowana przez Wydział Krajowy. W 1901 roku decyzją ministra rolnictwa Austrii uczelni nadano status akademii i nazwę Akademia Rolnicza w Dublanach.
Po II wojnie światowej decyzją Rady Ministrów ZSRR 30 września 1946 utworzono Lwowski Instytut Rolno-Gospodarczy. Na jego bazie decyzją Rady Ministrów Ukrainy 5 września 1996 utworzono Państwowy Lwowski Uniwersytet Rolniczy.